# Mpimbiguye
Mpimbiguye är ett periodiskt vattendrag i Burundi.   Det ligger i provinsen Cibitoke, i den nordvästra delen av landet, 40 kilometer norr om huvudstaden Bujumbura.
Omgivningarna runt Mpimbiguye är en mosaik av jordbruksmark och naturlig växtlighet. Runt Mpimbiguye är det tätbefolkat, med 383 invånare per kvadratkilometer.